# Ujjain
Ujjain (hindi: उज्जैन) är en stad i den indiska delstaten Madhya Pradesh och är centralort i ett distrikt med samma namn. Folkmängden beräknades till cirka 590 000 invånare 2018.
Ujjain är en av Indiens sju heliga städer. Staden är vissa år målet för den hinduiska vallfärden Kumbh Mela. 